# La vita come un romanzo russo
La vita come un romanzo russo (Un roman russe) è un romanzo dello scrittore francese Emmanuel Carrère, pubblicato nel 2007. In Italia il libro è conosciuto anche con il titolo Un romanzo russo.
Nell'anno della pubblicazione, Un roman russe ha vinto il Prix Duménil.

## Trama
Carrère ha fatto un viaggio di lavoro, prima a Kotel'nič, in Russia, quindi in Ungheria, per seguire la vicenda di un prigioniero ungherese che era stato ritrovato dopo 56 anni di permanenza, dimenticato da tutti, in un manicomio russo. Negli anni trascorsi, l'uomo, di nome András Toma, aveva sempre parlato in ungherese e al suo ritorno, la sua si era rivelata una lingua ormai incomprensibile, interiore. In compenso Carrère sembrava aver recuperato la lingua russa, già parlata nell'infanzia con la madre di origini russe. Colpito dal parallelismo dei due eventi, decide perciò di tornare a Kotel'nič per girare un film. La vita dello scrittore è piena di complicazioni, tanto che si sottopone a psicoanalisi tre volte alla settimana. Il suo matrimonio è fallito, i rapporti con i genitori sono intricati e il legame con Sophie è tormentoso.
Convinto di scrivere una grande dichiarazione d'amore per Sophie, egli fa pubblicare su Le Monde un racconto erotico che invece ha un esito fallimentare: Sophie non lo leggerà mai, i suoi genitori reagiranno con disapprovazione inespressa. Da questo derivano le più gravi tensioni con Sophie e la rovina di un sentimento che i due non possono sostenere e che li porta a lasciarsi. Ma anche sul recupero linguistico legato al film, il bilancio è lontanissimo dalle aspettative. Carrère infatti ha dichiarato di voler girare un film, senza sapere di cosa parlerà: nel suo intimo, l'autore vorrebbe onorare il nonno materno Georges Zourabichvili (georgiano sposato a una donna russa), che era scomparso nel 1944, forse ucciso per vendetta o forse suicida. L'uomo era stato in buoni rapporti con i nazisti ed era ritenuto un collaborazionista. Però la figlia allora quindicenne, successivamente divenuta membro dell'Académie française, mai aveva parlato ai figli di questo dramma ed Emmanuel lo aveva avvicinato grazie ai ricordi dello zio materno Nicolas Zourabichvili. Quando la madre intuisce i propositi profondi del figlio, gli impone di lasciare fuori dal progetto il nonno, convinta a ragione che l'argomento causerà altri dolori alla famiglia.
Il periodo passato a Kotel'nič si trasforma in un altro incubo: Emmanuel parla sempre meno in russo per la tensione, nella città non succede alcunché di qualche importanza. Gli abitanti, generalmente molto poveri, non sono lusingati di venire ripresi in condizioni di miseria o ubriachezza. Al ritorno in Francia, c'è molto materiale da visionare, ma la svolta decisiva è data da un fatto imprevisto: l'uccisione di una giovane interprete, Anja, e del suo piccino, Lev. Un ultimo ritorno in Russia e il racconto del lutto provato dallo stesso Carrère per le vittime barbaramente trucidate, accresciuto dal dolore dei familiari e dalle loro sregolatezze con l'alcool, danno un senso al film, nel quale il soggetto ora è la vita immobile, interrotta dall'insensata violenza, dimensione che sembra connaturata a uomini e donne in Russia. Ora Carrère comprende che questa terribile dimensione ha colpito il nonno, impedendogli di comunicarla ai propri figli: il non detto è causa di perenne infelicità per chi è rimasto. Il suicidio del cugino François Zourabichvili, figlio dello zio Nicolas, nel 2006, è un'altra ragione per pensare che la retro-storia familiare sia all'origine dei fallimenti continui (affettivi soprattutto) di Emmanuel. Solo la madre si è opposta a questa logica, ma non ha potuto impedire la sofferenza nei figli. Tutto però ha un compimento in qualcosa di nuovo ed Emmanuel ritrova in fondo al cammino di anni un film e un libro e capisce di aver compiuto quest'opera per amore di sua madre.

## Opere derivate
Il film documentario Retour à Kotelnitch, diretto da Carrère e la cui gestazione è narrata in questo romanzo, è stato presentato nel 2003, con musica di Nicolas Zourabichvili, zio dell'autore.

## Edizioni in italiano
- Emmanuel Carrère; La vita come un romanzo russo, traduzione di Margherita Botto, collana I Coralli, Torino: Einaudi, 2009, ISBN 978-88-06-19195-5
- Emmanuel Carrère, La vita come un romanzo russo, traduzione di Margherita Botto, Super ET, Torino: Einaudi, 2014, ISBN 978-88-06-21877-5
- Emmanuel Carrère, Un romanzo russo, traduzione di Lorenza Di Lella e Maria Laura Vanorio, Milano : Adelphi, 2018, ISBN 978-88-459-3271-7